# Leucomeris
Leucomeris là một chi thực vật có hoa thuộc họ Asteraceae. 
Chi này có các loài sau:
- Leucomeris decora